# Pequeña Mangere
La isla Tapuaenuku  o isla Pequeña Mangere (en maorí: Tapuaenuku; en inglés: Little Mangere Island) es una pequeña isla del archipiélago de Chatham, al oeste de la isla Mangere, a unos 4 kilómetros al este de isla Pitt, y a 45 kilómetros al sureste de la ciudad de Waitangi en la isla Chatham. La isla se llama Tapuaenuku en Moriori y Maorí, y fue llamado El Fuerte (The Fort). El archipiélago, un territorio de Nueva Zelanda, se encuentra a unos 800 kilómetros (500 millas) al este de la isla Sur.